# Festival interceltico di Lorient

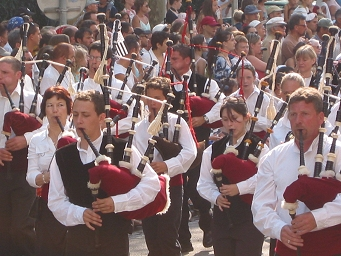
Parata di Cornamuse dell'edizione 2006 del festival

Il Festival interceltico di Lorient (in francese: Le Festival Interceltique de Lorient; in bretone: Gouelioù Etrekeltiek An Oriant) fu fondato a Lorient, in Bretagna, nel 1971. Questo evento annuale si svolge nel cuore della città ogni agosto: vi si esibiscono musicisti di musica celtica tradizionale, danzatori, pittori, scultori, scrittori.

Questi artisti vengono dalla Bretagna, Cornovaglia, Galles, Irlanda, Scozia, Isola di Man, Isola del Capo Bretone, Galizia, Asturia, e da tutti i paesi interessati dalla diaspora celtica.
I siti principali del festival sono dislocati in tutta la città. Gli eventi più formali si tengono al Palais des Congrès, al Grand Théâtre o alla Chiesa di San Luigi. Gli eventi più grandi si tengono al Parc de Moustoir (lo stadio del Football Club Lorient-Bretagne Sud, che può contenere fino a 10000 spettatori), o al porto peschereccio di Keroman.
La spettacolare Grande Parata delle Nazioni celtiche avviene di domenica mattina con oltre 3500 musicisti, cantanti, bande di cornamuse e danzatori da tutto il mondo celtico che sfilano per le vie cittadine nel costume nazionale.